# Mechita
Mechita è una località dell'Argentina, il cui centro urbano si trova a al confine tra due giurisdizioni: il 77% della popolazione risiede nel partido di Bragado, mentre il restante il 23% nel partido di Alberti, nella provincia di Buenos Aires.
Dista 17 chilometri da Alberti, capoluogo dell'omonimo partido.

## Origini del nome
Il suo nome deriva da un soprannome di Mercedes Quintana, nipote del presidente Manuel Quintana, che aveva donato le terre su cui nacque la località, come ringraziamento da parte dell'azienda ferroviaria.

## Storia
La località inizia ad essere abitata nel 1904, in seguito del prolungamento della rete ferroviaria Ferrocarril Oeste, sulla linea da Chivilcoy a Bragado. L'allargamento della rete ferroviaria generò la necessità di disporre di alcune officine e depositi di locomotive, la cui costruzione fu completata nel 1908, insieme con alcune abitazioni per il personale ferroviario. Questo rappresentò il punto di partenza per la formazione di un nucleo abitativo, con il trasferimento di alcuni dipendenti dell'azienda ferroviaria nel luogo e l'inaugurazione della stazione Mechita nel 1910.
Sebbene fosse situata in una zona adatta alla coltivazione e all'allevamento, l'attività economica di Mechita si concentrò quasi unicamente sull'industria legata alle locomotive e sul movimento da essa generato. Si stima che circa il 95% della popolazione attiva economicamente vivesse, direttamente o indirettamente, grazie al settore ferroviario.
Il periodo di maggior splendore del centro abitato è stato nel corso degli anni '50, quando a Mechita vivevano circa 5000 persone, e la stazione vedeva passare ogni giorno tra 6 e 7 treni passeggeri verso Buenos Aires, oltre a 13 treni locali al giorno verso la città di Bragado. Quando la crisi ferroviaria iniziò a manifestarsi a partire dagli anni '70, l'economia della città, basata quasi interamente sul settore, fu colpita duramente, conoscendo un rapido spopolamento: nel 1980 la popolazione si era già ridotta a 2400 abitanti.

## Società

### Evoluzione demografica
Al 2010 la città conta 1826 abitanti, rappresentando una diminuzione dell'1,8% rispetto ai 1860 abitanti del censimento precedente, datato 2001.

## Infrastrutture e trasporti
La località è connessa attraverso la linea ferroviaria Ferrocarril Sarmiento che la collega a Once, è inoltre attraversata dalle seguenti strade:
- Strada nazionale 5
- Strada provinciale 46